# Psaliodes semisecta
Psaliodes semisecta är en fjärilsart som beskrevs av Louis Beethoven Prout 1916. Psaliodes semisecta ingår i släktet Psaliodes och familjen mätare. Inga underarter finns listade i Catalogue of Life.